# Калеты (станция)
Калеты (пол. Kalety) — узловая железнодорожная станция в городе Калеты, в Силезском воеводстве Польши. Имеет 2 платформы и 3 пути.
Станция построена в 1884 году, когда город Калеты (нем. Kalet, Калет) был в составе Германской империи.